# Комплексометрія

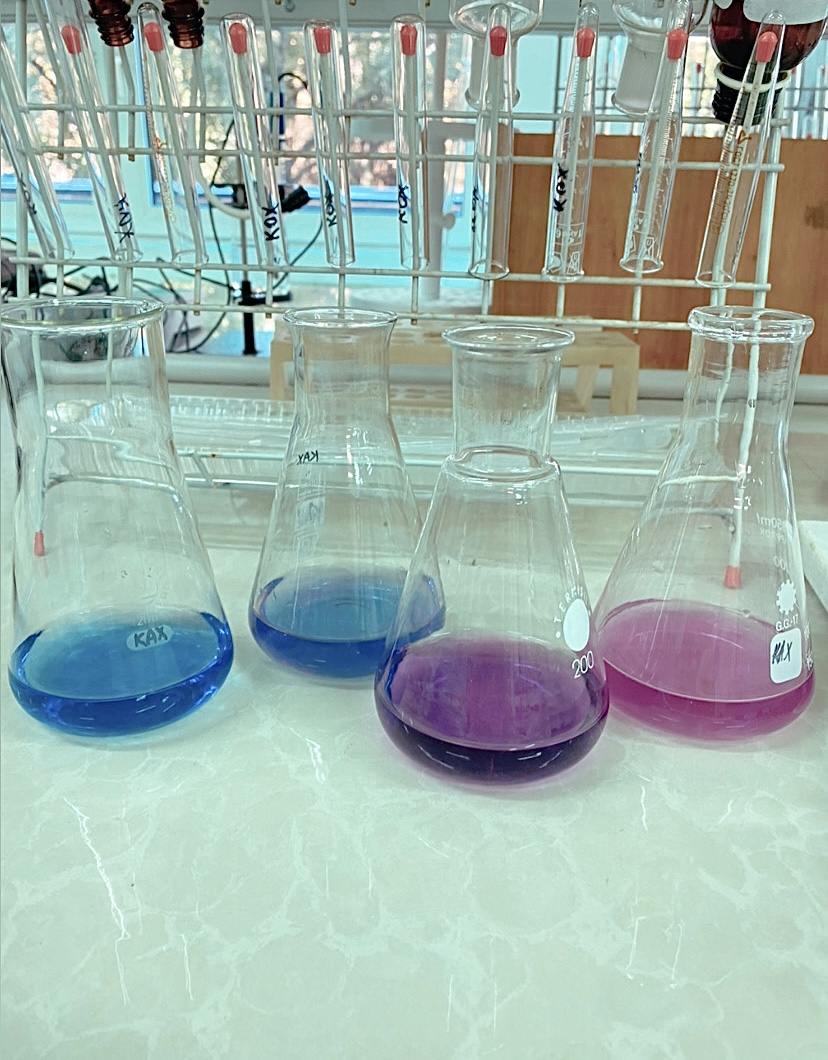
Оцінювання твердості води методом комплексонометричного титрування.

Ко́мплексометрі́я (рос. комплексометрия, англ. compleximetry, нім. Komplexometrie f) — титриметричний метод хімічного аналізу, в основі якого є реакції утворення малодисоційованих розчинних комплексних сполук певного йона з різними лігандами. При цьому використовують реакції, що йдуть швидко, кількісно та зі збереженням стехіометрії.
Метод використовують для визначення твердості води, вмісту свинцю й нікелю в рудах тощо.
Окремим підвидом комплексометрії є комплексонометрія, де визначення ведеться за використання комплексонів — органічних сполук хелатної будови (наприклад, солей ЕДТА).